# Théodore Thalès
Théodore Marius Jammet conegut com Théodore Thalès o Thalès, nascut el 25 de febrer de 1857 a Marsella i mortel 13 d’octubre de 1935 al 10è districte de París va ser un mim i actor francès del cinema mut.

## Biografia
El mim Thalès actua en pantomimas al Palais de Cristal, on té un gran èxit de públic. Com el seu germà petit Séverin Cafferra (1863-1930), conegut com Le mime Séverin, va ser reclutat molt ràpidament pel cinema emergent. A partir de 1910, va aparèixer en moltes pel·lícules de Georges Denola o Albert Capellani, que són com mimodrames.

## Filmografia parcial
- 1911 : Le Spoliateur (o L'Autre ou un drame en wagon) d'Albert Capellani
- 1911 : Souris d'hôtel de Georges Denola
- 1911 : Âme de traître (o Fleur des maquis) de Georges Denola
- 1911 : Le Retour au foyer de Georges Denola
- 1911 : La Lettre inachevée (Fatale rencontre) de Georges Denola
- 1911 : Le Visiteur d'Albert Capellani
- 1911 : Le Rendez-vous de Georges Denola
- 1911 : Le Roman de la momie d'Albert Capellani i Henri Desfontaines
- 1911 : Amour de page de Georges Denola
- 1911 : Jacintha la Cabaretière (o Les Émotions de Jacintha) d'Albert Capellani
- 1911 : La Fille du clown de Georges Denola
- 1912 : La Tournée du docteur (Le Cabriolet du docteur) de Georges Denola
- 1911 : La Vision de Frère Benoît (Frère Benoît) d'Albert Capellani
- 1912 : Une femme trop aimante de Georges Denola
- 1912 : Sa majesté Grippemiche de Georges Denola
- 1912 : La Fin de Robespierre (La Dernière charrette)
- 1912 : L'Heure du berger de Georges Denola
- 1915 : Les Vampires 1 : La Tête coupée de Louis Feuillade
- 1916 : Les Vampires 5 : L'évasion du mort de Louis Feuillade
- 1917 : Madame est de la revue de Henry Gambart

## Distincions
- Oficial de l'Orde de les Palmes Acadèmiques (decret de |2 de gener de 1908 del ministre d'Instrucció Pública i Belles Arts)[4]
- Oficial d'Instrucció Pública (ordre del ministre d'Instrucció Pública i Belles Arts de 4 de desembre de 1927).[5]